# 貝靈厄姆 (麻薩諸塞州)
貝靈厄姆（英語：Bellingham）是一個位於美國麻薩諸塞州諾福克縣的鎮。

## 人口
根據2020年美國人口普查的數據，貝靈厄姆的面積為49.20平方千米，當中陸地面積為47.90平方千米，而水域面積為1.30平方千米。當地共有人口16945人，而人口密度為每平方千米344人。